# Philippe Dalibard
Philippe Dalibard es un ciclista francés ya retirado, nacido el 6 de febrero de 1958 en Bonchamp-lès-Laval (Mayenne).
Fue director deportivo del equipo Bretagne Armor Lux que se llamó después Bretagne-Schuller de 2007 a 2009. Es el padre de Antoine Dalibard y el yerno de Joseph Groussard.

## Palmarés
1986
- Tro Bro Leon

1987
- Tour de Finisterre
- Boucles de la Mayenne

1988
- Tro Bro Leon
- Volta a Tarragona

1989
- Tro Bro Leon
- Tour de Finisterre
- Boucles de la Mayenne